# Dermestes undulatus
Dermestes undulatus är en skalbaggsart som beskrevs av Nikolaus Joseph Brahm 1790. Dermestes undulatus ingår i släktet Dermestes och familjen ängrar. Arten är tillfälligt reproducerande i Sverige. Inga underarter finns listade i Catalogue of Life.

## Bildgalleri

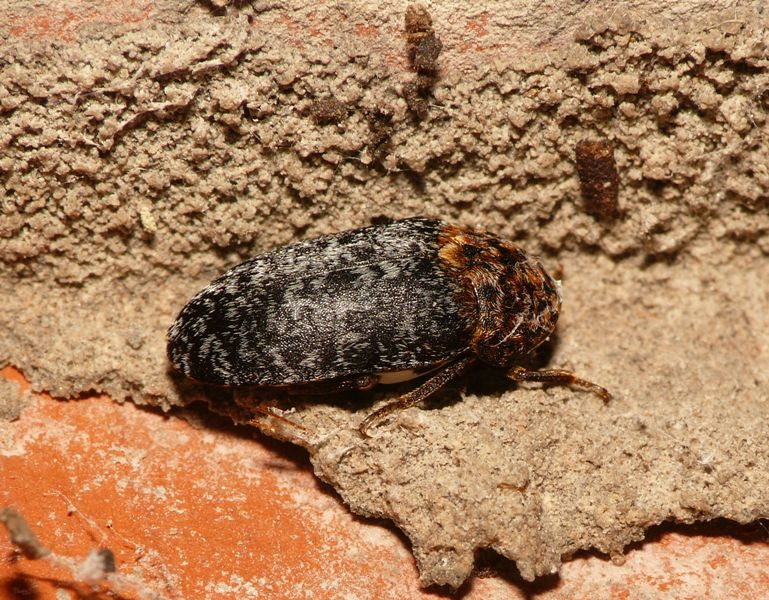